# Nestor de Montemar
Nestor de Montemar nome artístico de Nestor Bezerra da Silva Filho.(Rio de Janeiro, 14 de março de 1933 — Rio de Janeiro, 21 de novembro de 1995) foi um ator e Diretor brasileiro.

## Biografia
Em mais de 40 anos de carreira no rádio, teatro, cinema e tv, ele sempre se empenhou em papéis cômicos e levemente afeminados. Depois de uma rápida carreira no rádio, estreou no cinema em 1959 no filme "O Homem do Sputnik" do diretor Carlos Manga. Fez mais de 15 filmes.
No teatro, seu melhor momento foi em "Greta Garbo, Quem Diria, Acabou no Irajá", com a qual viajou pelo País.
A chegada à televisão foi em 1965 nas primeiras novelas da TV Globo: "Rua da Matriz" e "Rosinha do Sobrado". Seus papéis mais marcantes nas novelas foram o cozinheiro Pierre de "Marrom Glacê" e o Frei Laurindo de "O Astro".
Morreu no Rio de Janeiro, vítima de um câncer no estômago em 1995.

## Televisão
| Ano     | Título               | Personagem         | Notas |
| ------- | -------------------- | ------------------ | ----- |
| 1994    | Incidente em Antares | Yaroslav           |       |
| 1994    | Quatro por Quatro    | Carlos Magno       |       |
| 1990    | Lua Cheia de Amor    | Zulmiro            |       |
| 1990    | Rainha da Sucata     | Giorgio Le Blanche |       |
| 1985    | Ti Ti Ti             | Leitinho           |       |
| 1982    | O Homem Proibido     | Darci              |       |
| 1980    | Plumas e Paetês      | Padre Clodovil     |       |
| 1979    | Marrom Glacê         | Pierre             |       |
| 1977    | O Astro              | Frei Laurindo      |       |
| 1976    | O Casarão            | Gervásio           |       |
| 1975    | Pecado Capital       | Roger              |       |
| Senhora | Fagundes             |                    |       |
| 1969    | Sangue do Meu Sangue | Lourenço           |       |
| 1968    | A Muralha            | Parati             |       |
| 1965    | Rosinha do Sobrado   | José               |       |
| 1965    | Rua da Matriz        |                    |       |

## Teatro
- A Direita do Presidente
- A Pequena Órfã
- 1966 - Onde Canta o Sabiá
- 1966 - Os Fantásticos

## Filmes
- 1974 - O Sexo das Bonecas - versão para o cinema da peça "Greta Garbo, quem diria, acabou no Irajá"
- 1976 - Marília e Marina